# Maximilian Reinelt
Maximilian Josef Reinelt (Ulm, 24 de agosto de 1988-Sankt Moritz, 9 de febrero de 2019) fue un deportista alemán que compitió en remo.
Participó en dos Juegos Olímpicos de Verano, obteniendo dos medallas, oro en Londres 2012 y plata en Río de Janeiro 2016, en la prueba de ocho con timonel.
Ganó cinco medallas en el Campeonato Mundial de Remo entre los años 2010 y 2015, y cinco medallas de oro en el Campeonato Europeo de Remo entre los años 2010 y 2016.
Falleció a los 30 años debido a un paro cardiorrespiratorio mientras esquiaba en las pistas de Sankt Moritz.

## Palmarés internacional
| Juegos Olímpicos   | Juegos Olímpicos            | Juegos Olímpicos | Juegos Olímpicos |
| Año                | Lugar                       | Medalla          | Prueba           |
| ------------------ | --------------------------- | ---------------- | ---------------- |
| 2012               | Londres (Reino Unido)       | Medalla de oro   | Ocho con timonel |
| 2016               | Río de Janeiro (Brasil)     | Medalla de plata | Ocho con timonel |
| Campeonato Mundial |                             |                  |                  |
| Año                | Lugar                       | Medalla          | Prueba           |
| 2010               | Cambridge (Nueva Zelanda)   | Medalla de oro   | Ocho con timonel |
| 2011               | Bled (Eslovenia)            | Medalla de oro   | Ocho con timonel |
| 2013               | Chungju (Corea del Sur)     | Medalla de plata | Ocho con timonel |
| 2014               | Ámsterdam (Países Bajos)    | Medalla de plata | Ocho con timonel |
| 2015               | Aiguebelette (Francia)      | Medalla de plata | Ocho con timonel |
| Campeonato Europeo |                             |                  |                  |
| Año                | Lugar                       | Medalla          | Prueba           |
| 2010               | Montemor-o-Velho (Portugal) | Medalla de oro   | Ocho con timonel |
| 2013               | Sevilla (España)            | Medalla de oro   | Ocho con timonel |
| 2014               | Belgrado (Serbia)           | Medalla de oro   | Ocho con timonel |
| 2015               | Poznań (Polonia)            | Medalla de oro   | Ocho con timonel |
| 2016               | Brandeburgo (Alemania)      | Medalla de oro   | Ocho con timonel |